# Andreas Gryphius
Andreas Gryphius, Andreas Greif (Głogów, 2 ottobre 1616 – Głogów, 16 luglio 1664), è stato un poeta e drammaturgo tedesco. 
Autore del Barocco, è stato il più significativo compositore tedesco di sonetti del XVII secolo.

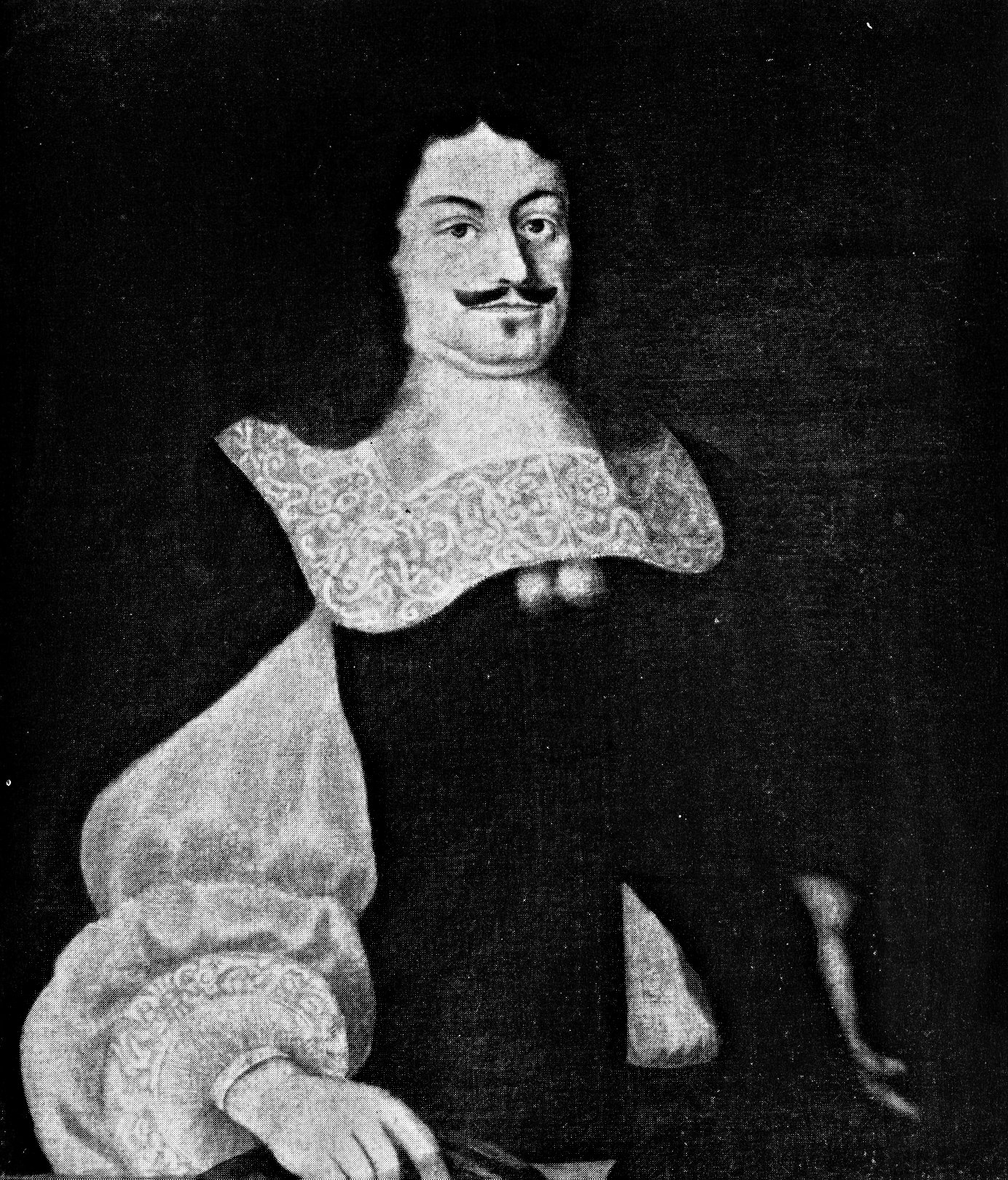
Andreas Gryphius, calcografia di Philipp Kilian

## Vita
Gryphius era il più giovane dei figli dell'arcidiacono Paul Greif di Glogau, oggi Głogów. Suo padre morì nel 1621 e il patrigno Michael Eder, un insegnante protestante, fu cacciato dagli Imperiali poco dopo che nel 1628 la madre di Gryphius morì di tisi. Gryphius dovette prima rimanere in città, come era previsto per tutti i ragazzi sotto i 15 anni, ma poté poi raggiungere il patrigno a Driebitz, un piccolo paese in territorio polacco. Nel 1632 la sua vita poté proseguire in maniera più regolare a Fraustadt, oggi Wschowa. A Görlitz frequentò il Gymnasium Augustum e dal 1634 al 1636 studiò all'Akademisches Gymnasium di Danzica. Infine seguì la famiglia di Georg Schönborner in qualità di precettore prima a Freystadt e poi in Prussia Orientale per molto più tempo.
Nel 1638 accompagnò due figli del suo patrono Schönborner nei Paesi Bassi, nel corso del loro Grand Tour. Lui stesso in seguito studiò per circa sei anni all'università di Leida. Nel 1640 suo fratello Paul e sua sorella Anna Maria morirono nel giro di pochi mesi e Gryphius stesso si ammalò rischiando la vita. Fino al maggio 1647 si trattenne nell'università di Strasburgo e nel novembre dello stesso anno raggiunse di nuovo Fraustadt. Successivamente trascorse un periodo a Berlino, finché dopo alcuni anni ritornò di nuovo nei Paesi Bassi e in Prussia Orientale.
Il 12 gennaio 1649 Gryphius sposò a Fraustadt Rosina Deutschländer, con cui ebbe quattro figli e tre figlie. Il figlio maggiore Christian Gryphius rielaborò in alcuni punti il lavoro del padre e lo pubblicò. Nel 1650 Gryphius divenne giurista a Glogau e pubblicò come tale i Glogauisches Fürstenthumbs Landes-Privilegia a Leszno nel 1653.
Nel 1662 fu accolto dal principe Guglielmo di Sassonia-Weimar nella Società dei Carpofori. Il suo nome all'interno della società era Unsterblicher (in italiano, immortale). Nel registro di Köthen della società si trova l'iscrizione di Grypius sotto il numero 788. Vi si trova anche il motto attribuitogli, wegen verborgener Kraft (in italiano, grazie alla forza nascosta) e il simbolo Orant (fedele orante). Il 16 luglio 1664 Andreas Gryphius morì per un attacco di cuore.
La sua vita fu influenzata dalle sofferenze e dalle esperienze del suo tempo, specialmente dalla perdita dei genitori, la distruzione di Glogau nella Guerra dei Trent'Anni e le persecuzioni religiose ad essa collegate. Intriso di un forte anelito per la pace, visse intensamente le tragedie del suo tempo.
Gryphius ebbe come tema per le sue tragedie e poesie la sofferenza e il degrado morale al tempo della guerra, in particolare la Guerra dei Trent'Anni, così come l'inquietudine, la solitudine e la lacerazione interiore dell'uomo. A questi temi si affianca nelle sue opere il ripetuto richiamo alla Vanità, motivo tipico del Barocco circa la caducità di tutte le opere e i desideri umani. Esemplare a questo proposito è la poesia di Gryphius Alles ist eitel. Un'altra opera tipicamente presa in considerazione è il sonetto Tränen des Vaterlands, in cui tratta il terrore della Guerra dei Trent'Anni.

## Opere scelte

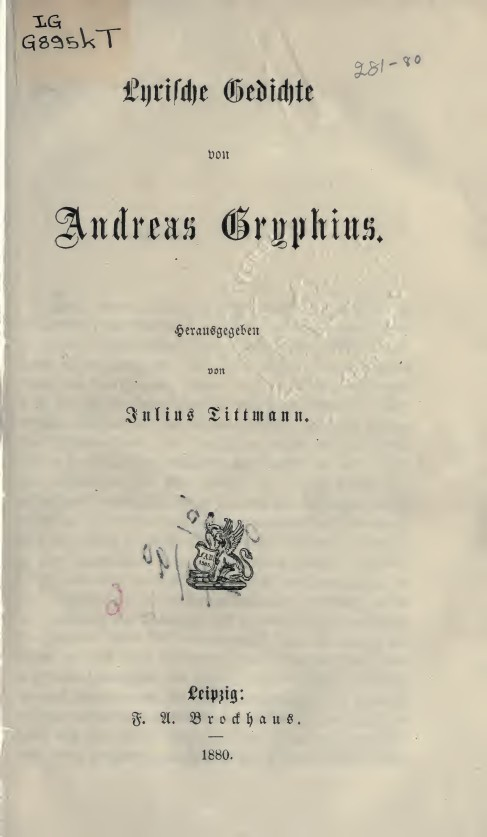
Lyrische Gedichte (1880)

- Fewrige Freystadt, edito e commentato da Johannes Birgfeld. Laatzen: Wehrhahn 2006.
- Sonette (Gedichtsammlung), Lissa 1637
- Son- und Feyrtags-Sonette, Leida 1639
- Leo Armenius, oder Fürstenmord (dramma), Regensburg 1660
- Katharina von Georgien, oder bewehrete Beständigkeit (dramma), 1647-1657
- Cardenio und Celinde, oder unglücklich Verliebte (dramma), Breslau 1661
- Ermordete Majestät oder Carolus Stuardus König von Gross Brittannien (dramma), 1657; edizione completamente riveduta nel 1663.
- Großmütiger Rechts-Gelehrter, oder Sterbender Aemilius Paulus Papinianus (dramma), Breslavia 1659.
- Horribilicribrifax Teutsch (opera burlesca), edito da Gerhard Dünnhaupt. Stoccarda
- Absurda Comica oder Herr Peter Squenz (farsa), edito da Gerhard Dünnhaupt e Karl-Heinz Habersetzer. Stoccarda
- Verlibtes Gespenste / Die gelibte Dornrose (dramma doppio), Breslavia 1660
- Die eigne Dekadenz (Poesia sul dubbio di sé), 1648
- Abend [Kritisches Gedicht], 1650
- Tränen in schwerer Krankheit (1663)
- Es ist alles eitel (1637)
- Auserlesene Gedichte von Andreas Gryphius. Herausgegeben von Wilhelm Muller, Leipzig, F. M. Brockhaus, 1822.
- Lyrische Gedichte, Leipzig, F. M. Brockhaus, 1880.